# Pere Galí i Fraginet
Pere Galí i Fraginet (Barcelona, 8 d'agost de 1852 – 17 de gener de 1927) fou un empresari mariner i polític català.

## Biografia
Va néixer al carrer Carders de Barcelona, fill del taverner Josep Galí i Fargar, natural de Igualada, i de la seva esposa, Dolors Fraginet i Macabeu, de Barcelona.
Fou capità de la marina mercant i membre de l'Ateneu Obrer de Sant Andreu. Fou president de la Junta de Fomento de la Marina Española, organisme que defensava els interessos dels treballadors del sector mariner i que organitzà una vaga general de la marina en 1914. El 1896 donà suport els republicans de Manuel Ruiz Zorrilla i fou representant per Girona en l'assemblea del Partit Republicà Progressista a Madrid de 1895. Va participar en les reivindicacions antiagregacionistes de Sant Andreu amb Llorenç Porrera Masip i Josep Boguñá. Fou impulsor en 1897 de la Fusió Republicana i a les eleccions municipals de 1903 fou escollit regidor de l'Ajuntament de Barcelona per Unió Republicana. Inicialment va col·laborar amb Alejandro Lerroux, però després se'n va distanciar.
Es va casar amb Anna Constansó i Vallhonrat (1853-1929). Per Galí va morir a Barcelona el 17 de gener de 1927.